# Klangkunst
Klangkunst (auch Audiokunst oder, aus dem Englischen entlehnt, sound art) bezeichnet die intermedialen Kunstformen, in denen Klänge mit anderen Künsten und Medien zu einem Kunstwerk verschmelzen. Der Klangkunst können aufgrund des unterschiedlichen Zusammenspiels von Klang, Raum, Zeit, Bewegung und Form künstlerische Arbeiten wie Klangskulpturen, Klanginstallationen, Musikperformances sowie medienkünstlerische Arbeiten mit Hörspiel, Feature, Video oder Computernetzen zugeordnet werden.
Während mit dem deutschen Begriff Klang im Allgemeinen das Ergebnis musikalischer Komposition verbunden wird (siehe Klangkomposition), schließt der englische Begriff Sound auch das (Alltags-)Geräusch mit ein, welchem in der Klangkunst eine besondere Bedeutung zukommt. (Alltags-)Geräusche finden dort eine ebenso häufige Verwendung wie instrumental erzeugte Klänge oder Töne.

## Entstehung der Klangkunst
Die von Lessing im 18. Jahrhundert formulierte materialbezogene Trennung der Kunstarten nach Raum und Zeit wurde von Musikern wie Künstlern gleichermaßen angezweifelt und führte zur sogenannten Musikalisierung der Künste. Im 19. Jahrhundert diente die Symphonie aufgrund ihrer immateriellen Form als Vorbild für alle Kunstarten. Aufgrund der direkten Beziehung zwischen Harmonien und Zahlenproportionen wurden der Musik allgemeingültige und übertragbare Kompositionsgesetze zugesprochen. Die Strukturbildung von Musik übertrug sich in Form der abstrakten Malerei auf die Bildende Kunst. Der russische Konstruktivist Wassily Kandinsky stellte die 5. Symphonie Beethovens in Linien und Punkten dar. Die für gewöhnlich statische und visuelle Bildende Kunst wird durch die Verwendung von Klängen um eine zeitliche und bisweilen dynamische Komponente ergänzt. Umgekehrt wurden in der Musik räumliche und visuelle Aspekte aufgegriffen, die sich an Ideen einer multisensorischen Kunst orientierten, wie sie auch Richard Wagner verfolgte.
Bereits 1907 hatte Ferruccio Busoni seine Schrift Entwurf einer neuen Ästhetik der Tonkunst mit Überlegungen zu neuen Tonskalen, Sechsteltonsystemen und ersten Ahnungen von den Möglichkeiten elektrisch erzeugter Klänge publiziert. Der futuristische Maler Luigi Russolo veröffentlichte 1913 das Manifest L’arte dei rumori (Die Kunst der Geräusche), in dem er auf den Krach von Maschinen und Motoren in den Großstädten einging. Dabei dienten Klänge für ihn nicht nur zur Komposition von Musik, sondern auch als eigenständiges Material und Ausdrucksmittel, um die Technologisierung der Welt fühlbar zu machen. Außerdem entwickelte er diverse Instrumente zur Geräuscherzeugung, die intonarumori (Geräuscherzeuger), als eine Zusammenstellung verschiedener Kästen mit Schalltrichtern, die speziell behandelte Membranen zur Erzeugung verschiedener Geräusche beinhalteten. Edgar Varèse forderte schon 1916 im New Yorker Morning Telegraph die Emanzipation des Schalls nicht als Herabsetzung der Musik zu verstehen, sondern als Sehnsucht, „unser musikalisches Alphabet zu erweitern“. Das Geräusch emanzipierte sich und wurde neben dem Klang, dem Ton und der Stille zu einem gleichberechtigten Kompositionsmaterial.
Zeitgleich nahmen die Dadaisten nachhaltigen Einfluss auf die Musik und die spätere Entstehung der Klangkunst. Der Dadaismus, der sich als Antikunst verstand, lehnte die konventionellen formgebundenen Kunstvorstellungen ab und orientierte sich an der Idee des Gesamtkunstwerks. Es wurde mit unterschiedlichen künstlerischen Medien ungeachtet ihrer Gattungsgrenzen und in direkter Verbindung mit dem Alltagsleben experimentiert. Neben Improvisation spielte der Zufall bei den meisten Künstlern eine große Rolle, wie beispielsweise in der Komposition Erratum Musical von Marcel Duchamp.
1948 prägte Pierre Schaeffer, Mitbegründer der Musique concrète, den Begriff „Klangobjekt“. Hiermit benannte er (Alltags-)Geräusche aus den französischen Rundfunkarchiven, die er sammelte, bearbeitete und unabhängig von ihrer Entstehungsquelle in Soundcollagen neu zusammensetzte. Neben der durch Aufzeichnungs- und Übertragungstechnik möglichen Trennung des Klangs von seiner Ursache zeigte Schaeffer, dass der ursprünglich nur der Zeit unterworfene Klang auch statische und materialspezifische Eigenschaften wie Dichte, Tiefe oder Länge aufweist und ähnlich wie andere Materialien manipuliert werden kann.
Die Möglichkeiten der Audiotechnik veränderten den Umgang mit Klängen und führten dazu, dass der Interpret durch Übertragungs- oder Abspieltechnik ersetzt werden konnte. Diese Entwicklungen beeinflussten die zeitgenössische Musik ab 1960. Insbesondere die Ideen des amerikanischen Komponisten John Cage, der Zufall, Stille und Geräusch in seine Kompositionen integrierte, lieferten wesentliche Grundlagen für die Entstehung der Klangkunst. Auch Vertreter der Minimal Music wie La Monte Young mit seinem Konzept des Dream House prägten die neu entstehende Kunstgattung, die sich zwischen dem gängigen Kunst- und Musikbegriff etablierte.

## Formen der Klangkunst
Klangkunst ist als eine eigenständige Kunstform innerhalb der bildenden Kunst anerkannt. Um der Befreiung des Klanges und der Emanzipation des Geräusches ihre wahre Bedeutung zu verleihen, muss man der These von Jacques Attali folgen, dass „die Welt nicht lesend, sondern hörend verstanden wird“, wie er sie in seinem Essay Bruits, einer politischen Ökonomie der Musik, aus dem Jahre 1977 vertritt.

### Klangskulpturen
Als Schnittmenge zweier Begriffe, von denen der eine aus der Akustik und der andere aus dem Visuellen kommt, wird die Bezeichnung Klangskulptur (engl. sound sculpture) nicht immer in demselben Sinn verwendet. Vieldeutig ist sie vor allem dort, wo „Klangkünstler“ wie Bill Fontana und Michael Brewster unter Verwendung des Begriffs sound sculpture Gestaltungsweisen der Bildenden Kunst auf den Klang übertragen haben und umgekehrt. In erster Linie sind mit dem Begriff Klangskulptur jedoch künstlerisch hergestellte Gegenstände unterschiedlicher Größe gemeint, deren Funktion darin besteht, dass sie sowohl als visuelle Kunstwerke ausgestellt und betrachtet als auch, dass sie wie Musikinstrumente zum Klingen gebracht werden können oder, auf mechanische bzw. elektrisch/elektronische Weise in Bewegung versetzt, Töne oder Geräusche hörbar werden lassen. In Abgrenzung zu früheren Experimenten (z. B. den sog. Intonarumori von Luigi Russolo) bezeichnet der Begriff nach 1945 entstandene Arbeiten wie z. B. die Structures sonores der Gebrüder Bernard und François Baschet (Paris ab 1952), die für eine noise music gedachten automatisierten Klangerzeuger von Joe Jones (New York ab 1963) oder die von ihrem Erfinder als Sculptures musicales bezeichneten Objekte des Griechen Takis (Paris ab 1965). Jean Tinguely, der 1955 zwei Reliefs méta-mécaniques sonores geschaffen und auch bei späteren Arbeiten Interesse an den akustischen Ereignissen seiner beweglichen Arbeiten gezeigt hatte, distanzierte sich von der Vereinnahmung seiner Maschinen als Musikinstrument: „Meine Apparate machen keine Musik“.
Seitdem wurde die Bandbreite möglicher Klangerzeuger durch die Erfindungsgabe von experimentierfreudigen Musikern und Bildenden Künstlern immer mehr erweitert. Der 1967 von Stephan von Huene entworfene Tapdancer ist eine Klangskulptur, die einem Musikautomaten ähnelt, jedoch ohne äußere Bedienung Klänge erzeugt. Die Skulptur besteht aus zwei gekürzten Beinen, die sich durch einen pneumatischen Antrieb bewegen und die Fußspitzen auftippen lassen. Die Geräusche kommen von Holzklötzen im Inneren des Kastens. Elektroakustische Mittel setzte von Huene ein bei der Entwicklung der sog. Totem-Tones (1969/70) und Text Tones (1982/83). Vergleichbar damit sind auch die Arbeiten von Martin Riches.
Etwa zur gleichen Zeit begann Hugh Seymour Davies damit, gefundene Alltagsgegenstände mit Hilfe von Kontaktmikrofonen zu musikalischen Klangquellen werden zu lassen. 1979 entdeckte der Bildhauer Elmar Daucher gewissermaßen als Nebenprodukt das musikalische Innenleben seiner von tiefen Sägeschnitten durchzogenen Steinskulpturen und entwickelte daraus eine ganze Serie von Klangsteinen. Dauchers Prototypen wurden weiterentwickelt von Michael Scholl und Arthur Schneiter. Die Klangsteine von Hannes Fessmann folgen ähnlichen Prinzipien, zeigen jedoch eine größere Vielfalt der Handhabung und der Klänge. Elementares Musikerleben vermitteln die archaischen Klangskulpturen von Alois Lindner und Thomas Rother. Ludwig Gris vereinigte 300 kleine Geräuschobjekte aus Metall zu einem vielfarbigen Klang-„Orchester“ in der Klangstele Medusa (1984). Die unbegrenzten Möglichkeiten elektronischer Klanggewinnung verfeinerte in seinen interaktiven Klangskulpturen hingegen Thomas Vogel; dabei ging es ihm insbesondere um die Thematisierung von Rückkopplungsprozessen in der Wahrnehmung des Rezipienten mit dem Kunstwerk. Auch Stephan von Huenes Klangskulpturen befassen sich mit der Wahrnehmung des Rezipienten, insbesondere im Sinne einer verkörperten Wahrnehmung als Embodiment.
Die Klangskulptur lässt sich nicht eindeutig von der Klanginstallation unterscheiden, und im Gegensatz zur Klanginstallation steht die Klangskulptur nicht zwingend im direkten Bezug zum Raum. Alvin Lucier nutzt in seiner Klangskulptur Music on a Long Thin Wire von 1977 indessen den Raum als Resonanzkörper. Ein im Raum gespannter Draht wird gleichmäßig elektromagnetisch angeregt, die resultierenden variablen Schwingungen werden über Tonabnehmer an den beiden Enden des Drahtes hörbar gemacht. Mit dem Ziel, ganze Räume in atmosphärische Schwingung zu versetzen, entwickelte Harry Bertoia das Sonambient, wo der Benutzer eine Vielzahl klingender Objekte vorfindet, die er manuell zum Klingen bringen kann. Ganz im Sinne der vorherrschenden Kunstästhetik der frühen 70er-Jahre wird auf diese Weise der Kunstbetrachter zum Mit-Gestalter. Die Enge der Ausstellungsräume sprengte Edmund Kieselbach mit einer Klangstraße, wo die Besucher der Freiluft-Ausstellung Szene-Rhein Ruhr 72 mit Hilfe umgearbeiteter Kabeltrommeln zu Akteuren beim Entstehen variabler Klangcollagen wurden. Ähnliche Ziele verfolgten auch Michael Jüllich und Thomas Rother in Essen mit einer Spiel- und Klangstraße. Größtenteils Klanginstallationen, bereichern sie mit ihrem experimentellen Charakter mittlerweile auch die etablierten Festivals der neuen Musik, darunter die Donaueschinger Musiktage.
Einen Anfang zur Integration solcher Kunstwerke in die kanonisierten Aufführungsformen zeitgenössischer Musik machte 1987 die deutsche Sektion der Internationalen Gesellschaft für Neue Musik, indem sie im Rahmen der Weltmusiktage in Köln, Bonn und Frankfurt Arbeiten von u. a. Rolf Julius, Hans Otte, Stephan von Huene und Bernhard Leitner präsentierte. Seither haben sich auch etliche Institute (u. a. das ZKM Karlsruhe) und Hochschulen (u. a. Hochschule für Musik Mainz) der Erforschung und Erprobung von Klangkunst im weitesten Sinne geöffnet und es entstand eine kaum noch überschaubare Fülle von künstlerischen Arbeiten, die stets neuartige und originelle Klänge erleben lassen.

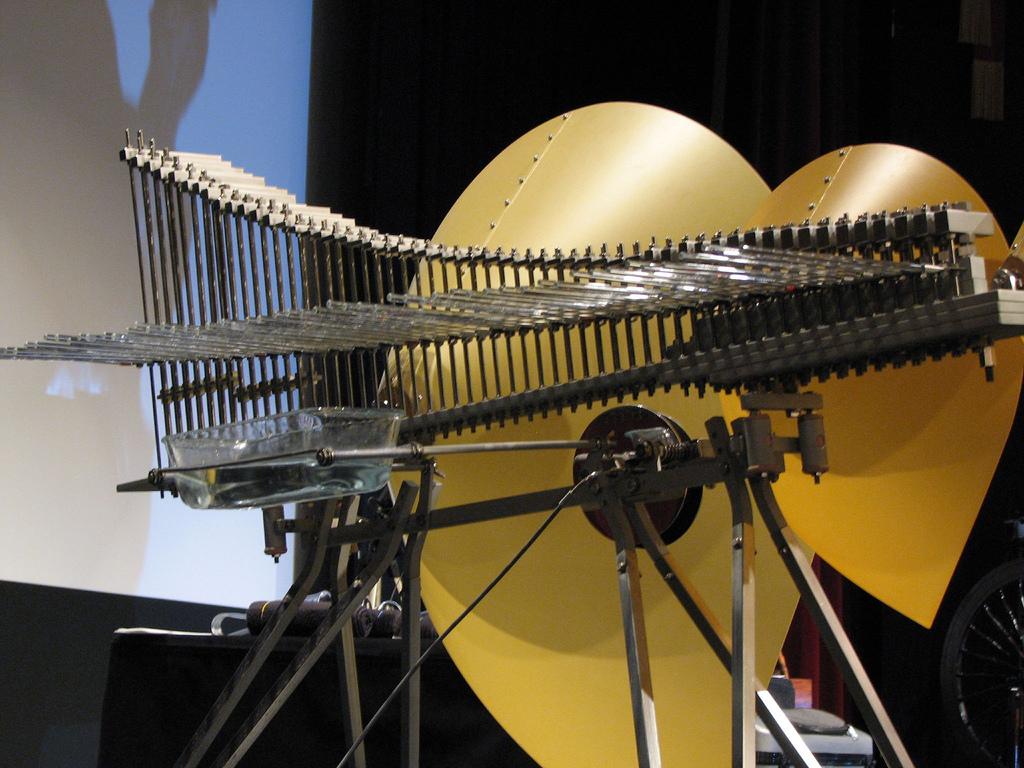
Ein Cristal Baschet

Erste Eindrücke von der klanglichen Vielfalt vermittelten in der Anfangsphase Ausstellungen wie z. B. die Präsentation der Structures Sonores der Brüder Baschet im Rahmen der Brüsseler Weltausstellung (1958) oder des Instrumentariums von Harry Partch im San Francisco Art Museum (1966). 1973 fand in der Art Gallery Vancouver BC unter dem Titel Sound Sculpture eine groß angelegte Präsentation statt, wo das Publikum u. a. David Jacobs Wah-Wah-Objekte zu hören und sehen bekam. Für Augen und Ohren. Von der Spieluhr zum akustischen Environment. Objekte – Installationen – Performances lautete der Titel einer 1980 von der Akademie der Künste Berlin veranstalteten Sammelausstellung. Eine Wanderausstellung Klangskulpturen ’85 vereinigte Arbeiten verschiedener Künstler, u. a. Baschet, Daucher, Giers, von Huene, Kieselbach, Riches, Takis und Vogel. Dabei wurden viele der Klangerzeuger in Galerie-Konzerten improvisatorisch und kompositorisch zum Klingen gebracht, wobei Komponisten wie Anestis Logothetis, Klaus Ager, Hans-Karsten Raecke, Klaus Hinrich Stahmer u. a. mitwirkten. Im Mittelpunkt der in Würzburg, Heidelberg, Frankfurt, Bonn, Düren und Dornbirn gezeigten Ausstellung stand die aus mehreren großformatigen Hohlkörpern aus Stahl bestehende Klangstraße (1972–84) von Gerlinde Beck. 1987 erschloss in Linz die Ars Electronica unter dem Titel Der freie Klang erstmals das Spektrum neuartiger Klangquellen in seiner ganzen Bandbreite.
Eine Kombination von Klangskulpturen mit herkömmlichen Musikinstrumenten erweist sich auf Grund der unterschiedlichen Klangcharakteristiken als ungewohnt und teilweise schwierig, wurde vereinzelt jedoch auch schon kompositorisch realisiert. So schrieb Ulrich Gasser Zitat für Sopran, Orgel und Klangstein (1991). Klaus Hinrich Stahmer führte in Kristallgitter (1992) die Verbindung eines Klangsteins mit einem Streichquartett auf dem Wege der elektronischen Ringmodulation herbei. 1999 schrieb er to lose is to have für Akkordeon und Horchrohre von Edmund Kieselbach, wo der Künstler seine Klangskulptur entsprechend der Partitur zu steuern hat. Von Gottfried Hellmundt stammen Partituren wie Aiguille du Midi für Kammerensemble und Lithophon (2000) und Steine leben für Sopran-Solo, Violoncello, Lithophon, Sandpapier und Feldsteine (2002).Lapides clamabunt heißt ein Werk von Hans Darmstadt für Stimme und Klangstein (2001).
Unter dem Titel Resonance as Speculation richtete der Deutschlandfunk auf seiner Plattform Kölner Kongress 2018 das Augenmerk auf Klangskulpturen. Beton-Objekte aus der Klasse der Professorin Anke Eckart (Kunsthochschule für Medien Köln) wurden „durch Klang aktiviert“ und in Schwingung versetzt. Im ästhetischen Ansatz hierzu wurden Parallelen aufgezeigt „zu sozialen sowie technischen Aspekten des Radios. Auch dieses kann als Resonanzkörper verstanden werden.“
Einige Künstler sprechen von Klangskulpturen, obwohl die Werke ein Objekt vermissen lassen. Hier dient der Klang selber als skulpturales Material oder die Installation wird aus einem erweiterten Skulpturbegriff heraus verstanden, so z. B. in der Arbeit Random Access Lattice (2011) von Gerhard Eckel.

### Klanginstallation
Die Klanginstallation ist ein orts- und situationsspezifisches Werk, bei welchem der Klang das charakterisierende Merkmal darstellt. Dieser kann von Datenträgern, über Radio oder Funkwellen übertragen oder vor Ort erzeugt werden. In Abgrenzung zur Konzertinstallation oder Instrumentalmusik wird der Raum selbst in das Kunstwerk miteinbezogen. Max Neuhaus beschreibt die Klanginstallation als eine unendliche Aufführung ohne musikalischen Höhepunkt. Mit der Drive-in Music realisiert er 1967 eine der ersten elektro-akustischen Installationen im öffentlichen Raum. Er installierte auf einer 600 Meter langen Strecke in Buffalo, New York,  20 Radiowellensender in den Bäumen mit unterschiedlichen Klängen, die unter Umwelteinflüssen generiert wurden. Die Autofahrer empfingen über eine bestimmte Frequenz in Abhängigkeit zur Geschwindigkeit, Fahrtrichtung, Tageszeit und Wetterlage unterschiedliche Klangentwicklungen. Neben den Aspekten Raum und Zeit werden in der Klanginstallation auch Bewegung und Visualisierung konzeptionell miteinbezogen. Die Strukturierung der Klänge findet weniger in der Zeit, sondern vielmehr als Material im geschlossenen oder offenen Raum statt. Die Klangerzeuger können als Objekte für den Rezipienten sichtbar oder im Gegensatz zur Klangskulptur unsichtbar platziert werden. Christina Kubisch verbindet beispielsweise in vielen ihrer Arbeiten Klang und Licht zu audiovisuellen Bildern, bei denen die Herkunft der Klänge verborgen bleibt. Ihr Ansatz, dem Rezipienten Eigenzeit zu gewähren, ist ein weiteres typisches Merkmal der Klanginstallation. Der Rezipient, der sich frei im Raum bewegen kann und die Dauer seines Aufenthaltes bestimmt, wird dadurch selbst zum Interpret.

### Klangperformance
Die Klangperformance zählt zu den vielgestaltigsten Formen der Klangkunst, da sie nahezu alle Medien und künstlerische Ausdrucksformen wie Malerei, Film, Video, Fotografie, elektronische Medien, Sprache und Text miteinbeziehen kann. Gleichzeitig weist die Klangperformance Ähnlichkeiten zum Happening, Environment oder Aktionen der Fluxus-Künstler auf und gilt als Vorgängerin der Klanginstallation. Ihr Charakteristikum in Abgrenzung zur Performance-Kunst ist die Verwendung von Musik, das Visualisieren von Klängen oder das Aufgreifen musikkompositorischer Prinzipien. Dabei steht die Aufführung im Vordergrund und nicht, wie bei einem Konzert, das entstehende Musikstück. Ein weiterer Aspekt der Klangperformance ist die Auseinandersetzung mit dem eigenen Körper und der Identität des Aufführenden. Electro Clips von Christian Möller und dem Tänzer Stephen Galloway stellt gleichzeitig eine Performance und eine Installation dar. Licht und Sound werden durch  Bewegungen beeinflusst. Die auf dem Bühnenboden verteilten Fotosensoren, die Klänge auslösen, ermöglichen es dem Tänzer, die Installation wie eine Tastatur zu spielen. In anderen Klangperformances wird mit der Verbindung von Technik und Körper experimentiert. Der niederländische Performancekünstler Harry de Wit trug in seiner  Klangperformance Kostrument einen mit Kontaktmikrofonen präparierten Overall aus Gummi, der die Klänge auf Lautsprecher-Boxen im Aufführungsraum übertrug. Diese waren so im Raum angeordnet, dass der Rezipient den Eindruck hatte, sich selber im Körper de Wits zu befinden.

## Ausbildung
In Deutschland gibt es die Möglichkeit, sich im Rahmen eines Kunst- oder Musikstudiums auf Klangkunst zu spezialisieren. Folgende Studiengänge gibt es derzeit:
- Master Klangkunst-Komposition (Master of Music), seit 2019 auch Meisterschüler-Studiengang, Peter Kiefer, Hochschule für Musik Mainz an der Johannes Gutenberg-Universität Mainz.[24]
- Im Rahmen des Studiums Freie Kunst, Sound Art Atelier, Andreas Oldörp, Hochschule der Bildenden Künste Saar, Saarbrücken.
- Im Rahmen des Studiums Freie Kunst in der Klasse Ulrich Eller, Hochschule für Bildende Künste Braunschweig.[25]
- Im Rahmen des Studiengangs Medienkunst/Mediengestaltung an der Bauhaus-Universität Weimar.[26]
- Masterstudiengang Sound Studies and Sonic Arts (Master of Arts) an der Universität der Künste Berlin.[27]
- Im Rahmen des Studiengangs Medienkunst an der Staatlichen Hochschule für Gestaltung Karlsruhe.[28]
- Masterstudiengang Sound Art (Master of Music) an der Hochschule für Musik und Theater München.[29]

In der Schweiz gibt es die Studiengänge:
- Bachelor Musik und Medienkunst, Hochschule der Künste Bern.[30]
- Master Contemporary Art Practice, Hochschule der Künste Bern.[31]

In den Niederlanden gibt es die Studiengänge:
- Sonologie, Koninklijk Conservatorium Den Haag.
- Art Science, Koninklijke Academie van Beeldende Kunsten, Den Haag.[32]
- Sound Design, Hogeschool voor de Kunsten Utrecht.

## Deutscher Klangkunst-Preis
Als erster und ältester Preis für das Genre der Klangkunst wird der Deutsche Klangkunst-Preis seit 2002 an künstlerische Arbeiten verliehen, die sich gezielt mit raumbezogenen Klang- und Formschöpfungen befassen. Der Deutsche Klangkunst-Preis hat seinen Ursprung in der Gründung der Initiative Hören am 2. März 2001 und der dortigen Begegnung des Initiators Karl Karst (Programmchef des Kulturradios WDR 3) mit Uwe Rüth (Direktor des Skulpturenmuseum Glaskasten Marl). Mit dem Wettbewerbsjahrgang 2012/13 öffnete sich der Deutsche Klangkunst-Preis für die europäische Ebene und wurde zum European Soundart Award. Der European Soundart Award wird in der Regel auf der SoundART NRW vergeben.